# 圣但尼-拉讷赖
圣但尼-拉讷赖（法語：Saint-Denis-Lanneray，法語發音：[sɛ̃ dəni lanʁɛ]）是法国厄尔-卢瓦省的一个市镇，位于该省西南部，属于沙托丹区。

## 历史
圣但尼-拉讷赖成立于2019年1月1日，由圣但尼莱蓬（Saint-Denis-les-Ponts）和拉讷赖（Lanneray）两个市镇合并而成，其中前者为政府驻地。

## 地理
圣但尼-拉讷赖（48°4'3"N, 1°17'35"E）面积40.43 平方千米，位于法国中央-卢瓦尔河谷大区厄尔-卢瓦省，该省份为法国北部内陆省份，北起顺时针与厄尔省、伊夫林省、埃松省、卢瓦雷省、卢瓦-谢尔省、萨尔特省和奧恩省接壤。
与圣但尼-拉讷赖接壤的市镇（或旧市镇、城区）包括：洛格龙、沙托丹、拉沙佩勒迪努瓦耶、克卢瓦三河镇、瓦尔迪耶尔。
圣但尼-拉讷赖的时区为UTC+01:00、UTC+02:00（夏令时）。

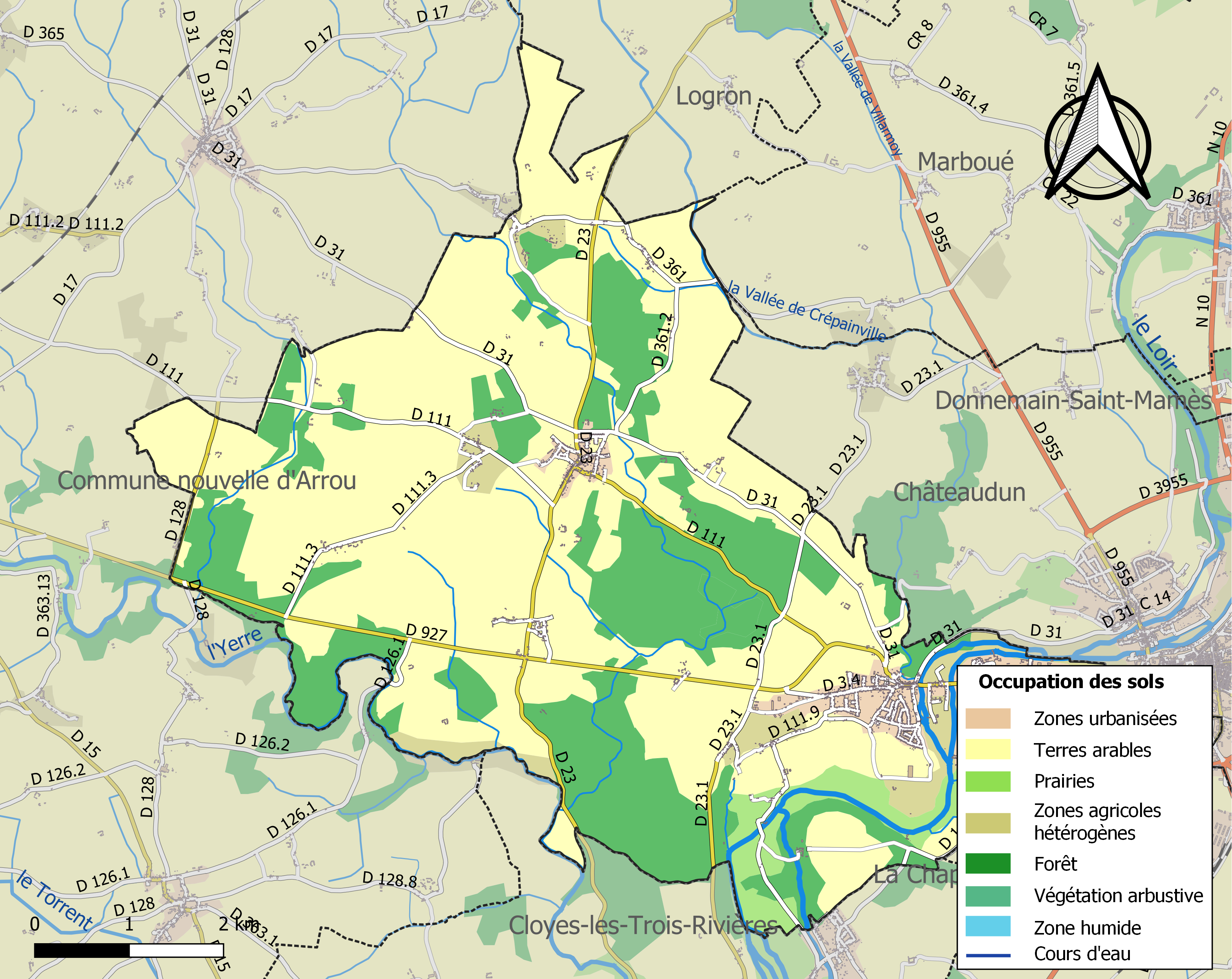
圣但尼-拉讷赖的OSM定位图

## 行政
圣但尼-拉讷赖的邮政编码为28200，INSEE市镇编码为28334。

## 政治
圣但尼-拉讷赖所属的省级选区为沙托丹县。

## 人口
圣但尼-拉讷赖于2022年1月1日时的人口数量为2095人。